# Кивомя, Кристофер
Кристофер Марк Кивомя  (Крис Кивомя) (англ. Christopher Mark Kiwomya; род. 2 декабря 1969, Хаддерсфилд) — английский футболист и тренер.

## Карьера
Начинал свою карьеру в «Ипсвич Таун». На протяжении нескольких лет он был ведущим форвардом «трактористов», проделав с ними путь до Премьер-Лиги. Вызывался в молодежную сборную Англии. В январе 1995 года форвард за 1.25 миллиона фунтов стерлингов перешел в «Арсенал». Однако тренерская чехарда и высокая конкуренция помешала Кивомя закрепиться в составе «канониров». На правах аренды он выступал за французский «Гавр» и малазийский «Селангор». Завершил свою карьеру нападающий в датском «Ольборге».
Закончив играть, Кивомя работал с юношескими коллективами «Арсенал» и «Ипсвич Таун». В 2012 году он вошел в тренерский штаб клуба «Ноттс Каунти», а в феврале 2013 года после отставки Китта Керла специалист самостоятельно возглавил команду. Под руководством Кивомя «сороки» выдали удачную серию игр и заняли десятое место в Лиге 1. Наставник подписал с клубом полноценный контракт на три года. Однако уже в конце октября того же года он покинул свою должность по обоюдному согласию сторон. Незадолго до своей отставки «Ноттс Каунти» в упорной борьбе уступил «Ливерпулю» в Кубке Английской фуитбольной лиги, а Кивомя смог договориться об аренде восходящей звезды британского футбола Джеком Грилишем.
В 2021 года после долгого перерыва англичанин возобновил свою тренерскую карьеру, возглавив сборную Британских Виргинских островов.

## Достижения
- Обладатель Кубка Малайзии (1): 1997.
- Победитель Второго дивизиона Англии (1): 1991/92.

## Семья
Старший брат Эндрю Кивомя (род. 1967) в качестве футболиста выступал за различные английский и шотландские коллективы. Племянник Алекс Кивомя (род. 1996) играл в молодежной команде «Челси» и вызывался в юниорские сборные Англии.